# Cane River Creole National Historical Park
Le Cane River Creole National Historical Park est un parc historique national américain situé dans la paroisse des Natchitoches, en Louisiane. Établi le 2 novembre 1994, il est inscrit au Registre national des lieux historiques depuis ce même jour. Il protège la Magnolia Plantation et l'Oakland Plantation, deux plantations déjà inscrites au même registre depuis 1979 et par la suite classées National Historic Landmarks à compter de 2001.